# Rhipidia (Rhipidia) septentrionis
Rhipidia (Rhipidia) septentrionis is een tweevleugelige uit de familie steltmuggen (Limoniidae). De soort komt voor in het Palearctisch en Oriëntaals gebied.